# Gervase Markham (poeta)
Gervase Markham (1568 – 3 febbraio 1637) è stato un poeta e scrittore inglese, prevalentemente conosciuto per il suo libro di cucina The English Huswife (1615).

## Biografia
Si sa poco di Gervase Markham. Nacque probabilmente nel 1568 ed era il terzo figlio di Sir Robert Markham di Coham (Nottinghamshire). Dopo essere stato un soldato di ventura nei Paesi Bassi, fu capitano sotto il comando del conte di Essex in Irlanda. Gervase conosceva varie lingue, fra cui il latino, e aveva una conoscenza pratica esauriente delle arti della silvicoltura e dell'agricoltura. Si fece anche un nome in qualità di allevatore di cavalli e, stando ad alcune fonti, avrebbe importato il primo cavallo arabo in Inghilterra. Tradusse le Satire di Ludovico Ariosto e, nel 1615, pubblicò il ricettario femminile The English Huswife, che venne stampato a Londra in più edizioni.
Nella Biographia, un tale di nome Gervase Markham viene accusato dell'omicidio di Sir John Holles, che sarebbe seguito a un alterco fra i due. Nonostante ciò, nel Dictionary of National Biography viene riportato che tale Gervase Markham sarebbe in realtà un omonimo il cui nome completo è Sir Clements R. Markham a cui è stato dedicato un monumento nella chiesa del villaggio di Laneham.
Gervase Markham morì il 3 febbraio 1637 e fu sepolto a St Giles, Cripplegate, Londra.

## Opere (elenco parziale)
- 1593 – A Discourse of Horsemanship
- 1595 – The most Honorable Tragedy of Sir Richard Grinvile
- 1595 – The Poem of Poems, or Syon's Muse
- 1597 – Devoreux, Virtue's Tears
- 1600 – The Teares of the Beloved and Mary Magdalene's Tears
- 1607 – Cavelarice, or The English horseman
- 1607 – The English Arcadia
- 1608 – The Dumb Knight (con Lewis Machin)
- 1615 – The English Huswife
- 1621 – Hungers Preuention: or The Whole Art of Fowling By Water and Land
- 1622 – Herod and Antipater
- 1624 – Honor in his Perfection
- 1625 – Soldier's Accidence
- 1634 – The Art of Archerie